# 港一路站
港一路站为中华人民共和国安徽省芜湖市鸠江区港一路与银湖北路交口北侧的一座单轨车站，属于芜湖轨道交通1号线。2021年11月3日投入运营。

## 车站结构
港一路站为地上三层车站，一层为出入口，二层为车站大堂，三层为车站站台，设有两个侧式站台，并设有半高屏蔽门。

### 车站楼层
| 地上三层 | 侧式站台，右側開门 | 侧式站台，右側開门           |
| 地上三层 | 轨道（西）         | █ 1号线往白马山（天柱山路）  |
| 地上三层 | 轨道（东）         | █ 1号线往保顺路（武夷山路）  |
| 地上三层 | 侧式站台，右側開门 |                              |
| 地上二层 | 站厅               | 客服中心、自动售票机、验票机 |
| 地面     | 出入口             | 1-4出入口                    |

## 车站出口
港一路站共设4个出口，各出口及周围设施如下所示：
|                           |      |              | |
| 出口编号                  | 照片 | 地点         | 可到达目的地 |
| 出口 · 1L · 扶手电梯标志  |      | 银湖北路东侧 | 芜湖职业技术学院（北校区）、安徽省芜湖仪器仪表研究所、芜湖轻微道路交通事故快速处理镜湖理赔中心、芜湖海关（南区）、中检集团芜湖办事处、傻子瓜籽博物馆 |
| 出口 · 2L · 升降机标志    |      | 银湖北路西侧 | 光华星城 |
| 出口 · 3L · 扶手电梯标志  |      | 银湖北路西侧 | 光华星城社区党群服务中心、安徽师范附属小学（光华星城校区）、石城湖小区、芜湖市石城湖实验幼儿园、芜湖市和谐幼儿园、湾里街道华强社区卫生服务站         |
| 出口 · 4L                 |      | 银湖北路东侧 | 芜湖职业技术学院（北校区）、安徽省芜湖仪器仪表研究所、芜湖轻微道路交通事故快速处理镜湖理赔中心、芜湖海关（南区）、中检集团芜湖办事处、傻子瓜籽博物馆 |
| 註： 設有 \| 設有扶手電梯 |      |              | |

## 车站历史
在2014年修编的《芜湖市城市轨道交通一期建设规划（2016～2020 年）》中并未设置该站，而是在该站北侧靠近银湖北路与齐落山路口处设置齐落山路站，后于2016年发布的《芜湖市城市轨道交通1号线环境影响报告书（送审稿）》中，因该站较武夷山路站较近而距天柱山路站较远，间距不均不利居民出行，车站向南移动至现址，并更名为港一路站。

## 接驳交通

### 公交车
- 芜湖职院(北区)西门：5、13、47、123晚班、618、619、游5路
- 齐落山路：23、43、47路
- 芜湖职院(北区)北门：5、13、23、43、123晚班、618、619路